# Atletica leggera ai Giochi della XXIII Olimpiade - Lancio del giavellotto maschile
Il lancio del giavellotto ha fatto parte del programma maschile di atletica leggera ai Giochi della XXIII Olimpiade. La competizione si è svolta nei giorni 4 e 5 agosto 1984 al «Memorial Coliseum» di Los Angeles.

## Assenti a causa del boicottaggio
Nota: le prestazioni sono state ottenute nell'anno olimpico.
| Primatista mondiale | 104,80 | 20 luglio | Uwe Hohn      |
| Campione del mondo  | 93,68  | 2 giugno  | Detlef Michel |
| Primo dei sovietici | 91,86  | 16 giugno | Heino Puuste  |

## Risultati

### Turno eliminatorio
Qualificazione83,00 m
Quattro atleti ottengono la misura richiesta. Ad essi vanno aggiunti gli 8 migliori lanci, fino a 79,34 m.

Il miglior lancio appartiene a Tom Petranoff (USA) con 85,96 m.

### Finale
Stadio Memorial Coliseum, domenica 5 agosto.
| Pos | Paese       | Atleta          | Misura  |
| --- | ----------- | --------------- | ------- |
|     | Finlandia   | Arto Härkönen   | 86,76 m |
|     | Regno Unito | Dave Ottley     | 85,74 m |
|     | Svezia      | Kenth Eldebrink | 83,72 m |